# Lokomotiv
Lokomotiv es una banda de rock, hard rock y heavy metal de Filipinas, pero formada en California, Estados Unidos, que contó entre sus líneas en los principales miembros de algunas de las más exitosas bandas de rock duro en su país de origen durante la década de 1990, como Wolfgang y Razorback. En 2002, Basti Artadi y Wolf Gemora de Wolfgang decidió abandonar dejar Filipinas y se convirtió en la desilusión, ya que con el futuro dentro del rock en su país en la industria de musical, se establecieron en los Estados Unidos.  Lokomotiv juntos por primera vez en enero de 2003 en el condado de Orange, California, con Gemora, y con Danny González y el guitarrista James MacDonnell, ambos originarios de California, forman la primera línea. Unos meses después, Artadi, que viven en San Francisco, se les ofreció el puesto de trabajo frente a la banda, que fue aceptado. En este punto, MacDonnell, ha optado por dejar la banda. 
En octubre de 2005, la banda grabó su álbum debut, titulado Rock N 'Roll de muertos. Su video musical se vio en la rotación pesada a través de Filipinas MyX Music Channel y MTV Asia. El álbum debut fue lanzado en las Filipinas en septiembre de 2006. Basti Artadi dejó la banda el 24 de junio de 2006, debido a "diferencias creativas y musicales", a fines de agosto de 2006 el cantautor Ryan Hudson, procedentes de Norman, Oklahoma, fue reclutado a la banda frontal. 
Lokomotiv regresó a las Filipinas a fines de 2006 y el tour en apoyo de su álbum debut. Uno de los lugares que han desempeñado fue el de MTV de música Cumbre de 2006 para el VIH / Sida que se celebró de diciembre de 2006 en el Bonifacio Global City Open Field, Taguig, Metro Manila. El cuarteto volvió a los Estados Unidos para continuar con la grabación y la realización de nuevos materiales discográficos para su segundo álbum, que se ha programado provisionalmente para el lanzamiento en otoño de 2007.  Sin embargo, en una reciente entrevista en línea, el baterista Gemora Wolf anunció que había roto con la banda hasta poco después de la gira de Filipinas debido a dificultades financieras con el mantenimiento de una agruapción anterior. 

## Miembros
- Gemora lobo - batería
- David Aguirre - guitarra
- Danny González - contrabajo
- Ryan Hudson - voz

### Antiguos miembros
- Basti Artadi - voz
- James MacDonnell - guitarra

## Bandas Relacionadas
- Wolfgang
- Razorback

- Datos: Q6668727